# Traunstein
För andra betydelser, se Traunstein (olika betydelser).
Traunstein är en stad i Landkreis Traunstein i Regierungsbezirk Oberbayern i förbundslandet Bayern i Tyskland.  Traunstein, som för första gången nämns i ett dokument från år 1245, har cirka 22 000 invånare år 2017.